# Пози (лунный кратер)
Кратер Пози (лат. Pawsey) — крупный древний ударный кратер в северном полушарии обратной стороны Луны. Название присвоено в честь австралийского астронома Джозефа Лейда Пози (1908—1962) и утверждено Международным астрономическим союзом в 1970 г. Образование кратера относится к нектарскому периоду.

## Описание кратера

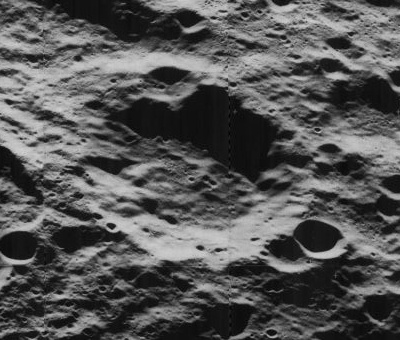
Снимок зонда Lunar Orbiter - V.

Ближайшими соседями кратера являются кратер Бриджмен на западе; кратер Де Мораес на севере-северо-западе; кратер Кемпбелл на востоке и кратер Винер на юге. Селенографические координаты центра кратера 44°14′ с. ш. 145°17′ в. д. / 44,24° с. ш. 145,29° в. д., диаметр 60 км, глубина 2,7 км.
Кратер имеет близкую к циркулярной форму, значительно разрушен и частично перекрыт породами выброшенными при образовании кратера Винер. Вал сглажен, северо-восточная часть вала отмечена парой маленьких кратеров, западная оконечность вала перекрыта маленьким одиночным кратером. Дно чаши пересеченное, в западной части чаши расположен приметный маленький чашеобразный кратер.

## Сателлитные кратеры
Отсутствуют.